# Храм на Мелкарт
Вижте пояснителната страница за други значения на Храм на Мелкарт.
Храмът на Мелкарт е храм на финикийското божество Мелкарт, идентифицирано с римския Херкулес, разположен край Гадес (днес Кадис в южната част на Испания).
Според античните автори храмът е основан през XII век пр.н.е., което го прави едно от най-древните финикийски култови места в Западното Средиземноморие. Той се ползва с голяма популярност и през римската епоха, до завладяването на региона от вестготите, когато е изоставен и се разрушава.